# Championnats d'Europe d'haltérophilie 1963
Navigation
Édition précédente Édition suivante
Les championnats d'Europe d'haltérophilie 1963, quarante-troisième édition des championnats d'Europe d'haltérophilie, ont eu lieu en 1963 à Stockholm, en Suède.